# البحث (فلم 1948)
البحث (بالإنجليزية: The Search) هو فيلم دراما تم إنتاجه في سويسرا والولايات المتحدة وصدر في سنة 1948. الفيلم من كتابة مونتغومري كليفت.

## طاقم التمثيل
- مونتغومري كليفت

### ترشيحات وجوائز
| السنة | الحدث          | الفئة    | النتيجة |
| ----- | -------------- | -------- | ------- |
|       | جائزة الأوسكار | أفضل قصة | فوز     |

## وصلات خارجية
- مقالات تستعمل روابط فنية بلا صلة مع ويكي بيانات